# Oligofág
Oligofág označuje (nejčastěji v entomologii) živočicha, který je schopen požírat více rostlinných druhů, které zpravidla bývají nějakým způsobem příbuzné. Příkladem oligofága je například otakárek fenyklový (Papilio machaon), který se specializuje na miříkovité, nebo lišaj smrtihlav (Acherontia atropos), který se živí na rostlinách lilkovitých.
Podle množství živných rostlin dělíme hmyz na polyfágní, oligofágní a monofágní druhy.